# فتاة الكاراتيه (فلم 2011)
فتاة الكاراتيه (باليابانية:KG カラテガール) (بالإنجليزية:Karate Girl)، هو فيلم ياباني من نوع الفنون القتالية اليابانية والإثارة، أنتج الفيلم سنة 2011، من بطولة رينا تاكيدا وهي رياضية محترفة لفنون الكاراتيه.

## القصة
تدور القصة حول فتاة في أوكيناوا تدعى أياكا "رينا تاكيدا"، وكانت فتاة صغيرة وجدت أباها المدرب للكاراتيه وهو مقتول، فكبرت أياكا وقررت الانتقام من قتل والدها والبحث عن كبار الأشقياء.

## وصلات خارجية
- Karate Girl Movie Page (باليابانية)
- مقالات تستعمل روابط فنية بلا صلة مع ويكي بيانات
- قناة فتاة الكاراتيه على اليوتيوب